# Sarner

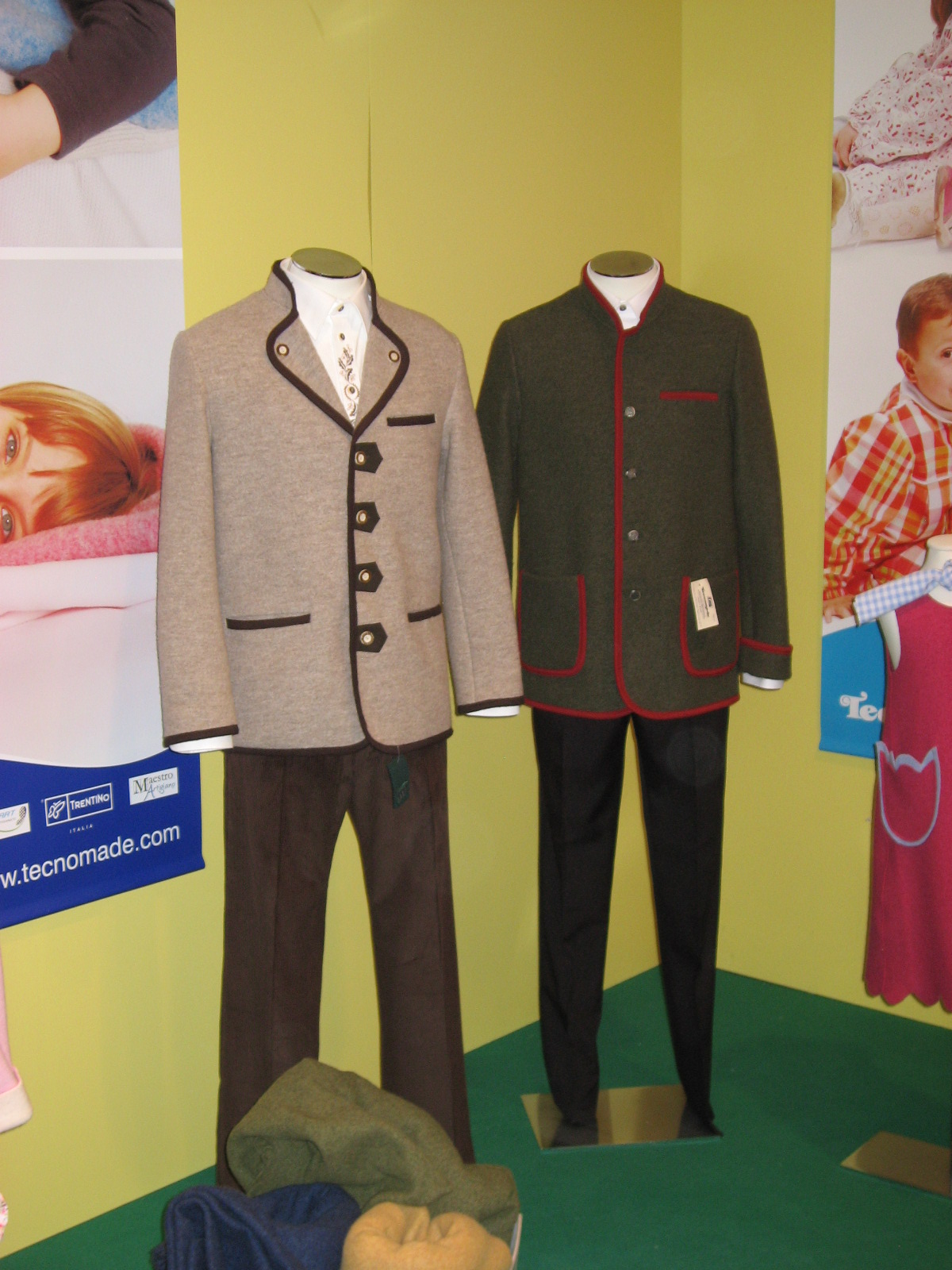

Il Sarner è una maglia, tipico abbigliamento proveniente dalla val di Sarentino in Alto Adige.

## Storia
Fin dalla sua origine, il Sarner era prodotto unicamente in colore nero, mentre ad oggi la moda ha trasformato questa antica tradizione, andando a produrre il modello in altri colori e diversi modelli.
Esso si presenta del tutto simile ad un cardigan a giro collo, fabbricato con della lana cotta e caratterizzato da bordi di diverso colore, tradizionalmente fatti a mano dalla comunità locale. Oggigiorno vengono aggiunti al Sarner bottoni di diversa fattura, tra cui osso, corno, legno, fino a raggiungere l'altezza del collo di chi lo indossa.